# جامعة مدريد التقنية
جامعة مدريد التقنية، أو جامعة مدريد للبوليتكنيك (بالإسبانية: Universidad Politécnica de Madrid)‏ هي جامعة إسبانية مقرها مدينة مدريد. أُسِّست سنة 1971، بعد اندماج عدد من المدارس التقنية المتخصصة في الهندسة والعمارة كان معظمها قد أُنشِئ في القرن الثامن عشر.
تحتل الجامعة مكان الصدارة بين الجامعات التقنية في إسبانيا، والمركز الثاني بين جميع جامعات إسبانيا، وذلك وفقًا لتصنيف جريدة إل موندو السنوي، ويتلقى العلم فيها ما يزيد على 35 ألف طالب.

## خريجون بارزون
- براخسيدس ماتيو ساغستا: رئيس وزراء إسبانيا لسبع مرات.
- بيدرو دوكي: رائد فضاء.
- جوزيب بوريل: سياسي ووزير إسباني سابق، كان رئيسًا للبرلمان الأوروبي.
- خوان ماتا: لاعب وسط مهاجم بنادي مانشستر يونايتد الإنجليزي.
- رافاييل بينيتيز: مدير فني لكرة القدم.
- رافاييل مونيو: معماري.
- فرنسيسكو ألفاريز كاسكوس
- فلورنتينو بيريز: رجل أعمال وسياسي سابق، رئيس نادي ريال مدريد.
- ليوبولدو كالبو صوطيلو: رئيس وزراء إسباني سابق.

## وصلات خارجية
- الموقع الرسمي (بالإسبانية) (بالإنجليزية)